# 李榮根
李 榮根（イ・ヨングン、1919年 - 1990年5月14日）は、韓国の独立運動家・ジャーナリスト。後に日本に亡命した。

## 経歴
忠清北道清原郡江内面多楽里出身。清州高等普通学校在学中に日本製品不買運動に関わり退学処分を受け、後に景福高等普通学校、延禧専門学校（現延世大学校）を卒業。その後は機械商をしながら呂運亨・宋鎮禹など左右の独立運動家と交遊を持った。1943年の夏に会社を解散した後に独立運動に専念し、満洲を中心に独立運動を展開した。
カイロ宣言発表から太平洋戦争終結を見越して呂が秘密裏に建国同盟を結成するとこれに参加、1945年8月の光復後に建国同盟を基として朝鮮建国準備委員会が成立した後は、保安隊を組織し治安維持に努めた他、左右合作を進めて統一された朝鮮の独立を目指したが、左右対立が激化し南北分裂の公算が強まると、大韓民国の体制下での進歩勢力としての立場に転じた。
大韓民国成立後は初代農林部長官となった曺奉岩に請われて農林部秘書室長となり、農地改革の実施に携わる。李承晩大統領との対立から曺が長官を辞した後、李も行動を共にして在野で政治活動を継続した。1951年に国会副議長の曺と共に反李承晩の新党運動を展開した。同年末に対南スパイ事件で逮捕・投獄されたが、最終的には無罪となったが、1956年にようやく出獄した。1958年の進歩党事件で曺をはじめとした進歩党首脳部が逮捕・処刑されたため、李は4月に密出国して日本に亡命した。
日本亡命後は（四月革命後に進歩派の新聞として創刊された）民族日報の創刊への支援に加え曺や（民族日報発行人の）趙鏞寿の助命運動をしながら、在日韓国・朝鮮人社会での平和的な統一を目指し朝鮮統一問題研究所を主宰。在日本大韓民国居留民団と在日本朝鮮人総連合会の仲介役を果たしたが、青瓦台襲撃未遂事件が起き金日成・金正日世襲体制が固まると北朝鮮への体制批判を明確にした。また1959年には元心昌とともに朝鮮新聞（現・統一日報）を創刊、在日韓国人社会での世論をリードした。1965年7月に「民族自主統一同盟日本本部」を結成し、代表委員として活動し、1966年に四月革命の6周年を記念して東京で統一運動幹部の養成機関である統一学園を設置した。1979年に駐日公使の崔世鉉を通じて、朴正煕大統領に責任内閣制への改憲を提案した。
1984年に脳血栓で半身麻痺し、1987年に肝癌も患った。1990年に東京で死去、死後に一等無窮花章（国民勲章）が授与された。